# Philip Massinger

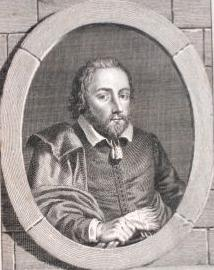
Philip Massinger

Philip Massinger, spr. mässindscher, (* 1583 oder 24. November 1584 in Wilton oder Salisbury, Wiltshire; † wahrscheinlich 18. März 1640 in London) war ein englischer Dramatiker, der zu den produktiveren Autoren des elisabethanischen Theaters zählte.

## Leben

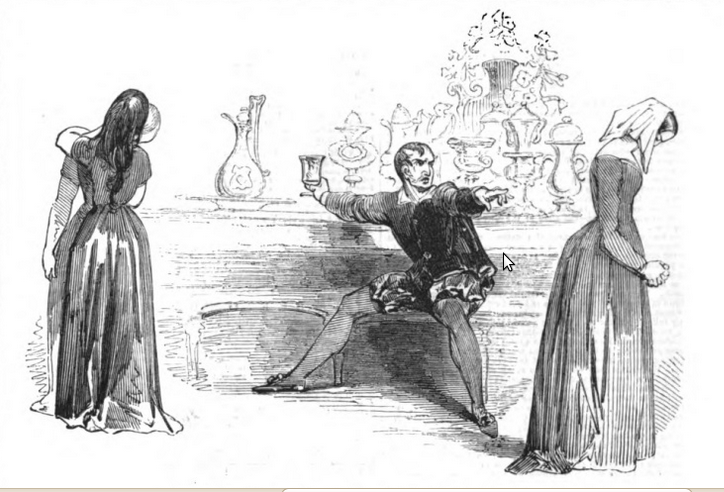
Szene aus The City Madam, Sadlers Wells Theater, London 1844

Philip Massinger war ein Sohn des Hofbeamten Arthur Massinger (1550–1603) und dessen Ehefrau Anne Crompton. Um 1602 wurde er Student in St. Alban's Hall an der University of Oxford und konvertierte dort unter dem Einfluss seiner Lehrer zum Katholizismus.
1606 beendete Massinger sein Studium und ließ sich in London als Schriftsteller nieder. Dort schloss er sich John Fletcher an, mit dem er einige Zeit zusammenarbeitete. Sein vermutlich erstes eigenes Stück war The Maid of Honour (um 1621), ein Drama mit einer romantischen Handlung. 1620 erschien The Virgin Martyr, das er wahrscheinlich in Zusammenarbeit mit Thomas Dekker verfasste.
Ben Jonson und Francis Beaumont waren Förderer wie Vorbilder für Massinger. Auch William Shakespeare war ihm wohlbekannt, ob sie sich persönlich gekannt hatten, ist strittig.
1625 übernahm Massinger als Nachfolger Shakespeares und Fletchers die Stellung als erster Dramatiker bei den King’s Men, der berühmtesten Schauspielgruppe der Zeit.
Massingers Stücke spiegelten teilweise den Wertekonservatismus ihres Verfassers und stellten häufig bühnenwirksam gestaltete Charakterprüfungen in den Mittelpunkt. Die Protagonisten in der romantischen Komödie The Great Duke of Florence (1627; Der Großherzog von Florenz, ca. 1881) erleben dabei ein tatsächliches moralisches Dilemma. Zu den bekannteren Werken Massingers zählen seine realistischeren Komödien A New Way to Pay Old Debts (um 1625 entstanden, 1633 gedruckt)  und The City Madam (1632; Die Bürgersfrau als Dame, 1836). In diesen beiden Stücken werden die Konflikte zwischen dem niederen Adel und dem aufstrebenden Bürgertum inszeniert. Aufgrund ihrer Metadramatizität fand auch Massingers Tragödie The Roman Actor (gedruckt 1626; Der römische Mime, 1890) Beachtung.
Wahrscheinlich starb Philip Massinger am 18. März 1640 in London.

## Rezeption
Massinger war ein typischer Vertreter des höfisch-aristokratischen Theaterstücks.  Zeitgenossen zogen Massinger oft den Werken Francis Beaumonts oder John Fletchers vor. Zu Lebzeiten genoss er eine beachtliche Popularität und geriet auch nach seinem Tode und der Schließung der Theaterhäuser 1642 nicht Vergessenheit. Im 18. Jahrhundert wurden die Werke Massingers hoch geschätzt und häufig sogar mit denen Shakespeares verglichen. In der heutigen Theaterszene hat Massinger allerdings kaum noch eine Bedeutung. Dies liegt zum Teil in dem negativen Urteil T. S. Eliots begründet, der Massingers Werke als „anämisch“ und vordergründig moralistisch kritisierte und seine Charaktere als schwach befand. Neuere literaturwissenschaftliche Studien versuchen demgegenüber, das dramatische Werk Massingers differenzierter zu betrachten, wenngleich sich die Sicht Massingers als eines prinzipientreuen Moralisten zum Teil auch in der gegenwärtigen literaturkritischen Diskussion fortsetzt.
Zu den Werken Massingers, die auch heute noch bisweilen inszeniert werden, gehört vor allem seine satirische Komödie A New Way to Pay Old Debts (ca. 1625; Eine neue Weise alte Schulden zu bezahlen, 1836).
Ein Schwerpunkt in den Werken war die herausragende Stellung der katholischen Kirche; verbunden damit waren manchmal auch soziale Fragen, die allerdings nur aufgezeigt und keinesfalls gelöst wurden.

## Werke (Auswahl)
- The Renegado (1624)
- Der römische Mime (The Roman Actor), (erste Aufführung 1626, gedruckt 1629)
- The Maid of Honour (um 1621; möglicherweise in Zusammenarbeit mit Francis Beaumont)
- The Virgin Martyr (1622; vermutlich in Zusammenarbeit mit Thomas Dekker)
- Der Herzog von Mailand (The Duke of Milan, 1623)
- Unnatural Combat
- Die unselige Mitgift (Fatal Dowry, 1619)
- The Bondman
- Der Großherzog von Florenz (The Great Duke of Florence, 1630)
- Die Bürgersfrau als Dame (The City Madam, 1632)
- Eine neue Weise alte Schulden zu bezahlen ("A New Way to Pay Old Debts", 1633)
- Believe as ye list (1631)
- Beggars Bush (zusammen mit Francis Beaumont)
- The Custom of the Country (zusammen mit John Fletcher)
- zusammen mit Thomas Middleton, William Rowley: The Old Law 1656 (postum)

## Werkausgabe
- Philip Edwards und Colin Gibson (Hrsg.): The Plays and Poems of Philip Massinger. 5 Bände, Clarendon Press, Oxford 1976.